# Mihaela Ignatova
Mihaela Ignatova est une mathématicienne bulgare qui a remporté le prix Sadosky 2020 de l'Association for Women in Mathematics pour ses recherches en analyse mathématique, et en particulier en équations aux dérivées partielles et en dynamique des fluides,.  

## Éducation et carrière
Ignatova a obtenu à la fois un bachelor de l'université Saint-Clément-d'Ohrid de Sofia et un master de l'université de Nantes en 2004, ainsi qu'un deuxième master de l'université de Sofia en 2006, sous la direction d'Emil Horozov. Elle est alors devenue étudiante diplômée à l'université de Californie du Sud et y a terminé son doctorat en 2011, avec une thèse intitulée Quantitative unique continuation and complexity of solutions to partial differential equations sous la direction d'Igor Kukavica.  
Après avoir travaillé en tant que professeure adjoint invitée à l'université de Californie à Riverside, chercheuse postdoctorale à l'université Stanford et instructeur à l'université de Princeton, elle a déménagé à l'université Temple en tant que professeure adjoint en 2018 ,. 